# Юність (Кривий Ріг)
Ю́ність — житловий мікрорайон у Саксаганському районі Кривого Рогу.
Закладений на початку 50-х рр. ХХ століття силами Рудоуправління ім. К. Лібкнехта. Житлофонд у період формування зріс до 9,5 тисяч м². Складається з 1-го мкрн. й центральної частини колишнього рудника. Мешкає понад 15 тисяч осіб.
Центральні вулиці: Каспійська, Інни  Дерусової (Генерала Кузнецова), Віктора Оцерклевича (Курчатова). Діють об'єкти соцкультпобуту, супермаркети, спортивні секції, аптеки, крамниці, салони краси тощо.